# Franz Gleissner
Franz Gleissner (* 22. Februar 1911 in München; † 28. Dezember 1992) war ein deutscher Politiker der CSU.

## Leben und Beruf
Nach dem Abitur am Humanistischen Gymnasium in München 1930 absolvierte Gleissner, der römisch-katholischen Glaubens war, zunächst eine landwirtschaftliche Lehre. Von 1932 bis 1935 studierte er Landwirtschaft in München und Königsberg und danach Volks- und Betriebswirtschaftslehre wiederum in München. Daneben war er Hilfsassistent am Institut für Tierzucht in München. Während des Studiums trat er 1932 in den wissenschaftlichen katholischen Studentenverein Unitas München ein. Nach der Promotion zum Dr. phil. absolvierte Gleissner den Vorbereitungsdienst für den höheren landwirtschaftlichen Staatsdienst in München und Babenhausen. Als er die Abschlussprüfung bestanden hatte, wurde er für ein Jahr Landwirtschaftslehrer in Nördlingen und dann von 1939 bis 1946 wissenschaftlicher Hilfsarbeiter in der Landesanstalt für Pflanzenbau und Pflanzenschutz in München. Am 25. Juni 1937 beantragte er die Aufnahme in die NSDAP und wurde rückwirkend zum 1. Mai desselben Jahres aufgenommen (Mitgliedsnummer 4.550.611). 1946 wurde er zum Landwirtschaftsrat im Landwirtschaftsamt München ernannt und wechselte 1948 in das bayerische Landwirtschaftsministerium, wo er als Oberregierungsrat persönlicher Referent des Landwirtschaftsministers wurde. 1951 wurde Gleissner Direktor des Staatsinstituts für landwirtschaftlichen Unterricht in München.

## Abgeordneter
Von 1947 bis 1953 saß Gleissner im Kreistag im Landkreis Wolfratshausen. Von 1953 bis 1972 gehörte er dem Deutschen Bundestag an, wo er den Wahlkreis Miesbach vertrat.

## Ehrungen
- 1962: Bayerischer Verdienstorden
- 1968: Verdienstkreuz 1. Klasse der Bundesrepublik Deutschland
- 1973: Großes Verdienstkreuz der Bundesrepublik Deutschland[4]

## Werke
- Der Jungbauer. Bd. 1. Acker, Wiese, Wald, Bayer. Landwirtschaftsverl., 1953. 271 Seiten
- Der Jungbauer. Bd. 2. Vieh und Stall, Bayer. Landwirtschaftsverl., 1952. 162 Seiten